# Burg Hohengenkingen
Die Burg Hohengenkingen ist eine abgegangene Höhenburg auf 861 m ü. NHN in der Gemarkung Undingen im Südosten des Dorfes Genkingen, einem Gemeindeteil von Sonnenbühl im Landkreis Reutlingen in Baden-Württemberg.
Die Burg wurde von den niederadeligen Herren von Genkingen, die mehrfach in Schenkungsurkunden an das Kloster Zwiefalten genannt werden, erbaut. Die Burg wurde 1122 erwähnt und 1447 zerstört.

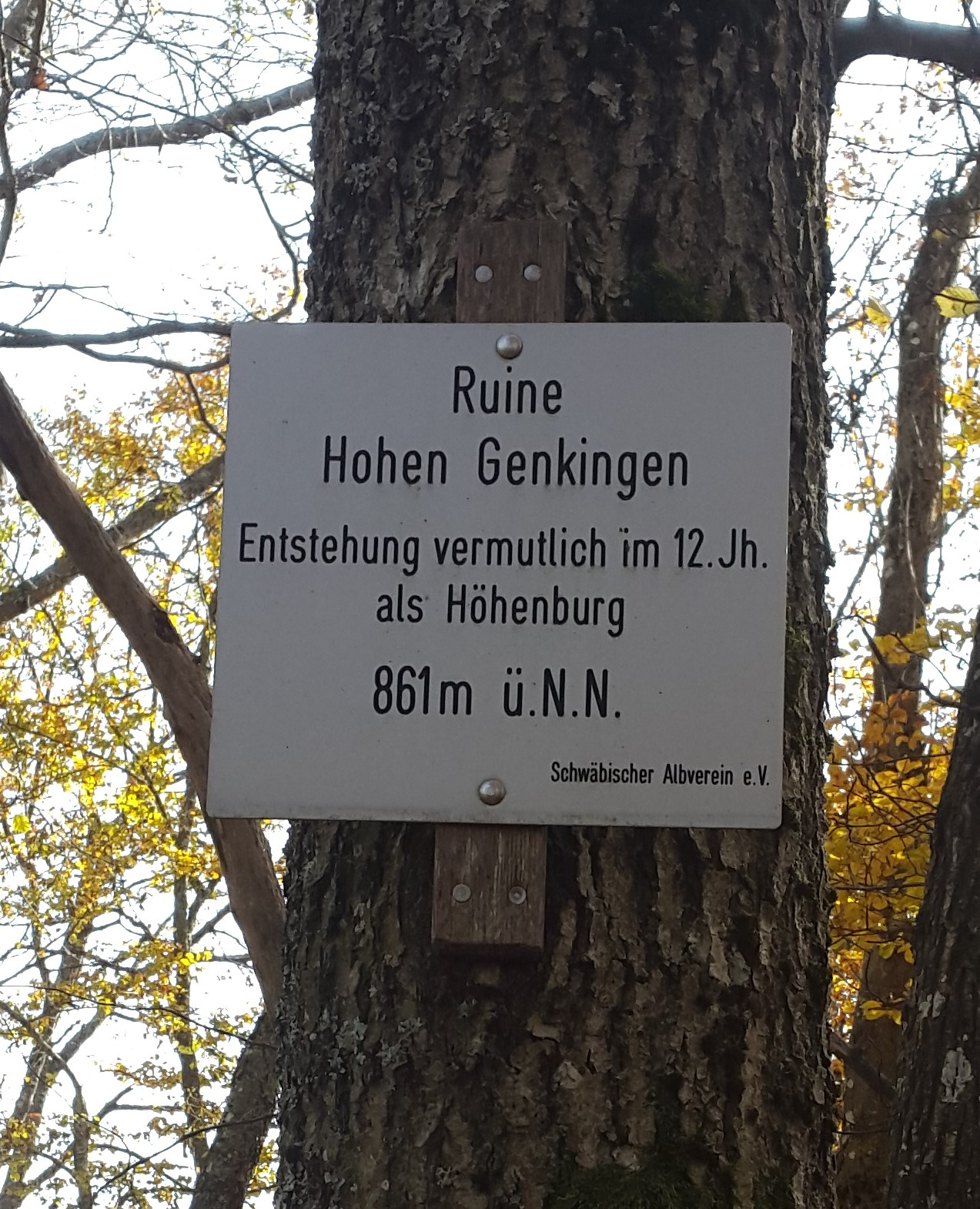
Informationstafel
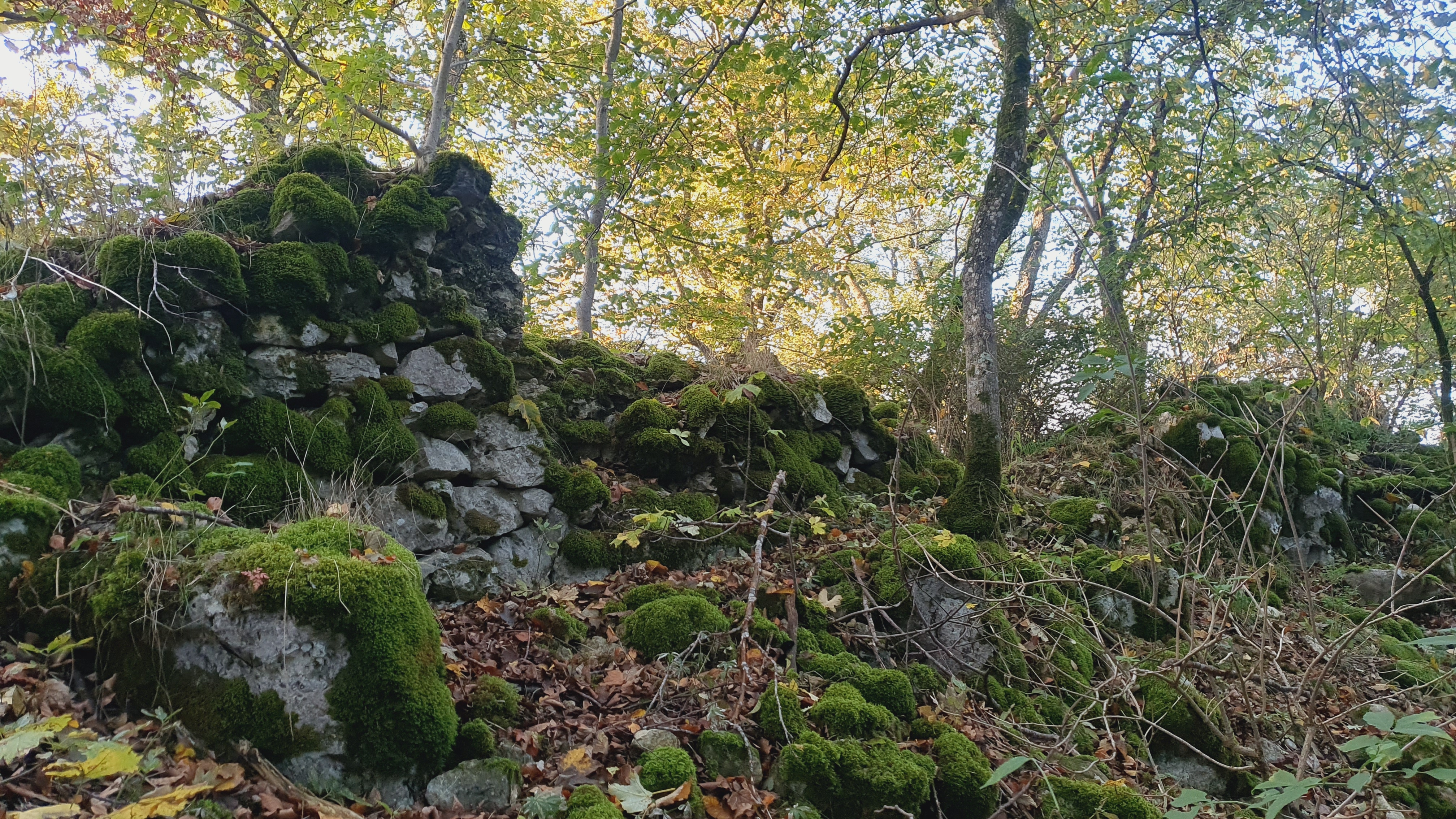
Mauerreste der ehemaligen Burg
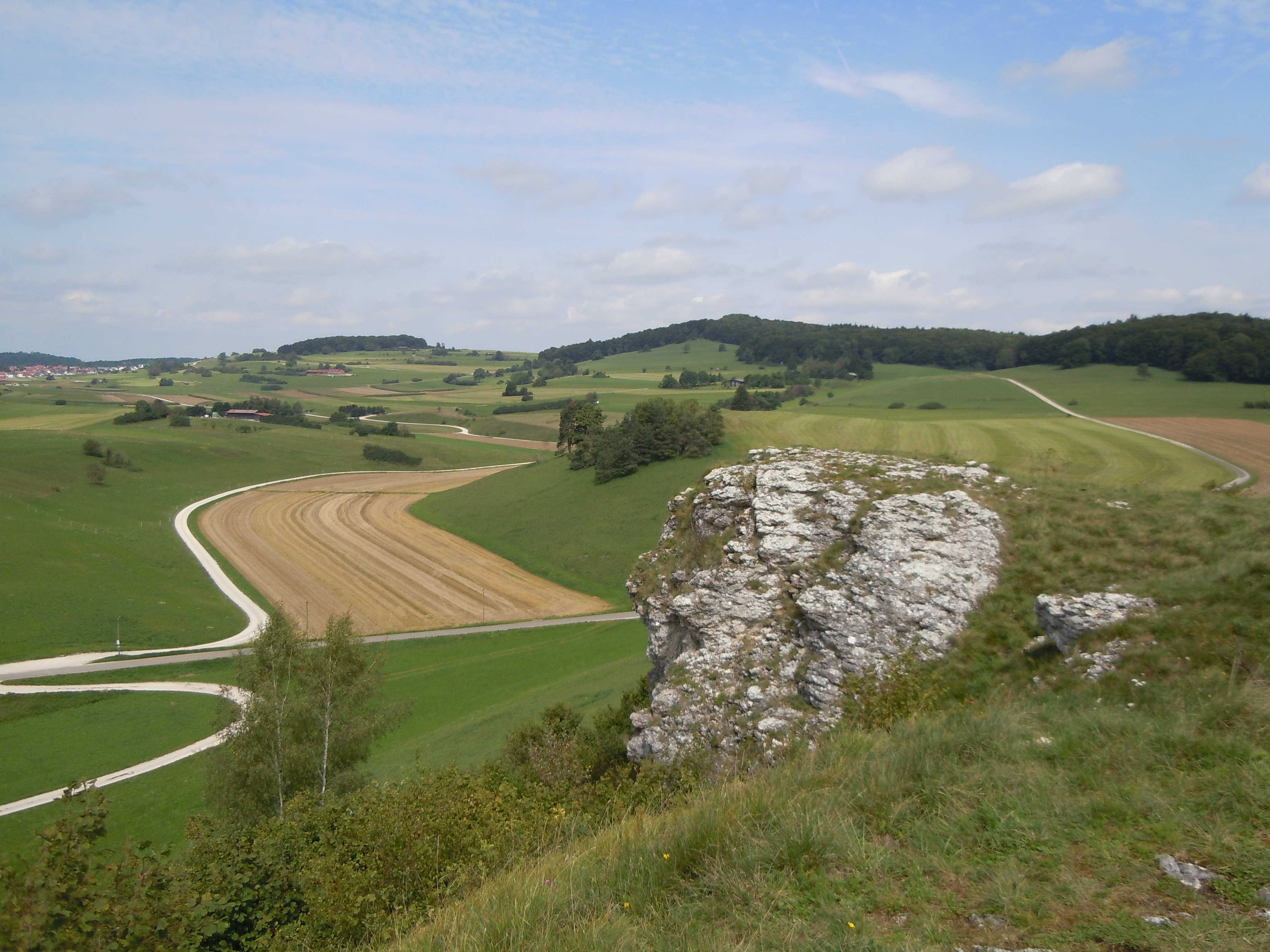
Blick auf Hohengenkingen von Süden
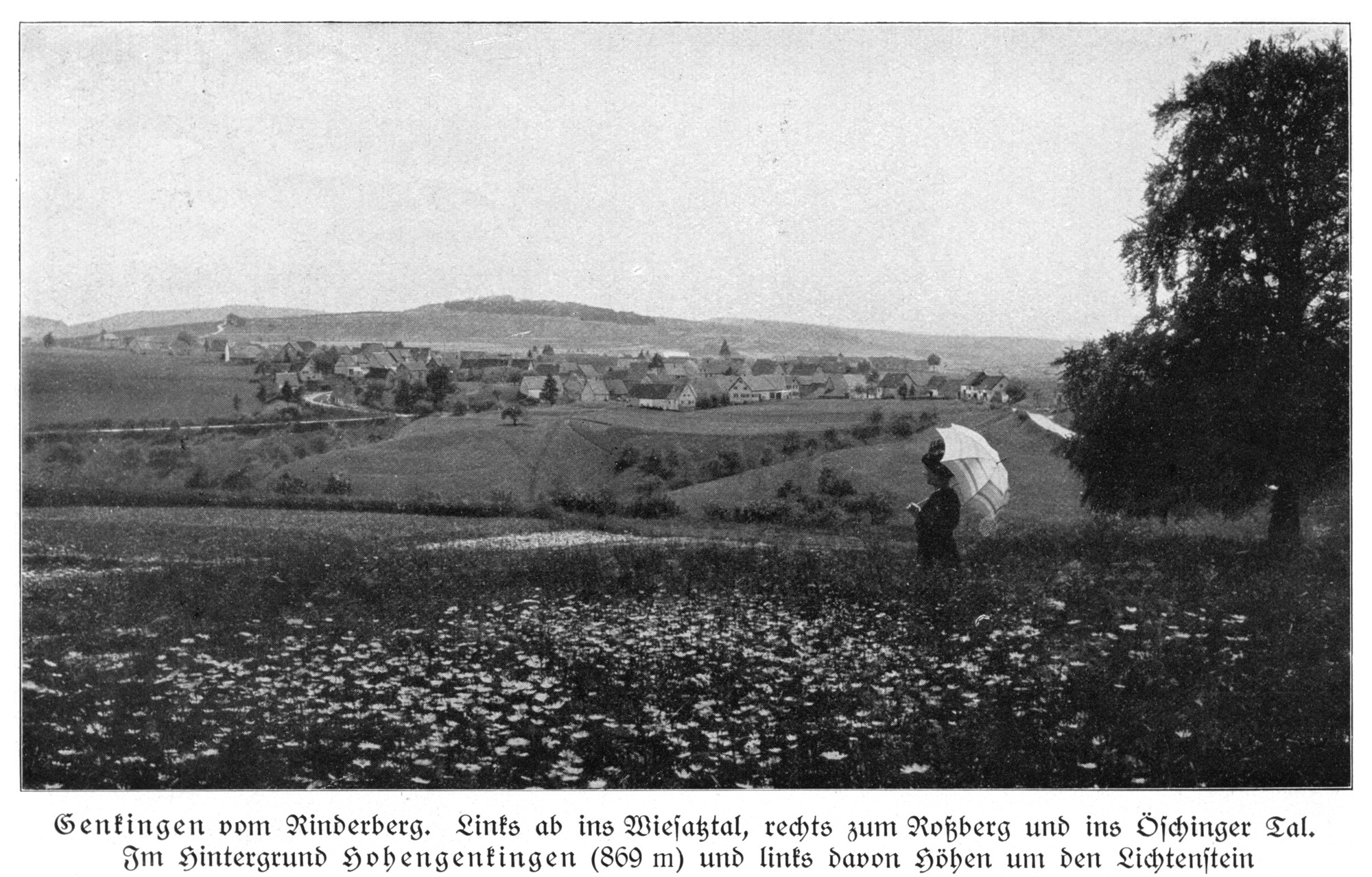
Blick auf Hohengenkingen von Norden

## Untersuchung
Seit 2023 wird die Burg von Archäologen und Historikern in einem Modellprojekt näher untersucht. Publizistisch begleitet wird es von der Wochenzeitung Die Zeit.